# الرجل الشرس (فلم)
الرجل الشرس هو فيلم مصري عرض عام 1996، بطولة فريد شوقي ويوسف منصور وأبو بكر عزت وسلوى خطاب. كتب السيناريو وأخرجه ياسين إسماعيل ياسين.
قصة الفيلم مأخوذة الفيلم الأمريكي تبادل الأماكن (Trading Places) المُنتج عام 1983.

## قصة الفيلم
يمتلك الأخوان لطيف وعزيز شركة تجارية ولكنهما يقومان بعمليات تجارية مشبوهة ويعمل نصرت محاسبا في الشركة، أمام أحد النوادي يتم القبض على خليل بتهمة التسول وينجح الأخوان في الإفراج عنه في نفس الوقت الذي يتخلصان فيه من نصرت المحاسب الشريف الذي يزعجهما باستفسارات عن مصادر الأرباح فيلفقان له تهمة يدخل بمقتضاها السجن ويستوليان على فيلته وثروته، يتراهن الأخوان عزيز وخليل على تبادل المواقع لوضع خليل المتسول كمحاسب للشركة وتحويل نصرت لمتسول بعد مصادرة أمواله لإثبات حقيقة إقبال الإنسان على الجريمة بالفطرة أم بالظروف وهل يتمكن أن يتحول خليل المتسول لرجل ناجح محل نصرت بالشركة، يتم الإفراج عن نصرت ثم يعمل جرسونا في أحد الملاهي الليلية كما تعاونه ليلى التي تعمل بالملهى وترتبط به في علاقة حب، يكتشف خليل حقيقة رهان الأخوين فيتضامن مع نصرت على استرداد حقه المسلوب باستدراج الأخوين لصفقة وهمية يفقدان خلالها ثروتهما والشركة كما يقدم خليل مستندات للنيابة تكفل القبض عليهما وتجريدهما من ثرواتهما ليخسرا الرهان وكل شيء.

## طاقم التمثيل
- فريد شوقي: (لطيف)
- يوسف منصور: (خليل)
- أبو بكر عزت: (عزيز)
- سلوى خطاب: (لولا)
- أسامة عباس: (علوت)
- يوسف فوزي: (نصرت)
- محمد عتريس
- فكري صادق
- نهلة طاهر
- سمر البارودي
- جمال زغلول
- عبد المنعم النمر
- نهال سيف
- سابينا البارودي

## فريق العمل
- إخراج: ياسين إسماعيل ياسين
- قصة: مقتبس من الفيلم الأمريكي تبادل الأماكن
- سيناريو وحوار: ياسين إسماعيل ياسين
- مدير التصوير: غنيم بهنسي
- مونتاج: عنايات السايس
- إنتاج: قط القاهرة فيلم
- توزيع داخلي: أفلام النصر (محمد حسن رمزي)
- توزيع خارجي: الأهرام للسينما والفيديو (إبراهيم شوقي سالم)

## وصلات خارجية
- مقالات تستعمل روابط فنية بلا صلة مع ويكي بيانات